# Gove County
Gove County is een county in de Amerikaanse staat Kansas.
De county heeft een landoppervlakte van 2.775 km² en telt 3.068 inwoners (volkstelling 2000). De hoofdplaats is Gove City.